# Sistema (anatomía)
Un sistema o aparato es un conjunto de órganos de similar estructura y origen embriológico y que juntos contribuyen a realizar la misma función. Cada vez se utilizan más como sinónimos, si bien tradicionalmente, en español suele llamarse "sistema" a los encargados de la coordinación e integración funcional del cuerpo humano y aparato a todos los demás.

## Lista de sistemas
Los principales aparatos y sistemas en el humano son:

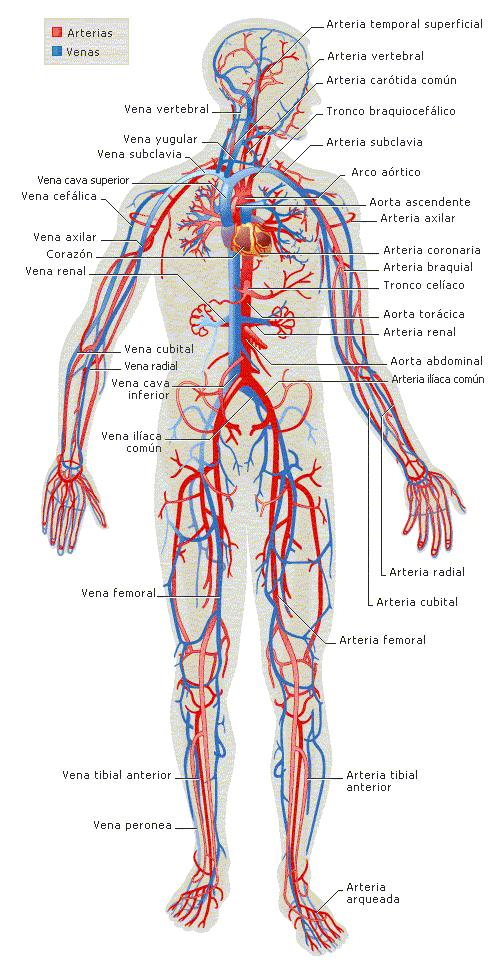
Aparato Circulatorio

- Aparato circulatorio o cardiovascular: Distribución de nutrientes y oxígeno en el cuerpo.  Órganos: corazón, vasos sanguíneos (arterias, venas y capilares).

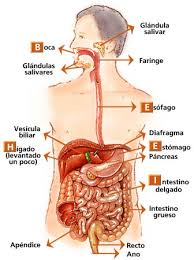
Sistema Digestivo

- Aparato digestivo: Digestión de los alimentos. Órganos: glándulas salivales, esófago, estómago, páncreas, hígado, intestino grueso, intestino delgado.
- Aparato respiratorio: Intercambio de gases. Órganos: fosas nasales, tubos (como la tráquea y los bronquios) y pulmones.[3]
- Sistema excretor: Eliminan los desechos. Órganos: riñones, uréteres, vejiga urinaria y uretra.
- Sistema inmunitario: Protección de un organismo ante agentes externos. Órganos:  piel, médula ósea, sangre, timo, sistema linfático, bazo, mucosas.
- Sistema linfático: Transporta la linfa unidireccionalmente hacia el corazón. Órganos: vasos linfáticos (capilares, colectores, troncos y conductos), médula ósea, timo, ganglios linfáticos, bazo, tejidos linfáticos (amígdala faríngea, placas de Peyer, tejido linfoide) y la linfa.
- Sistema muscular: Permite que el esqueleto se mueva, se mantenga firme y también da forma al cuerpo.[4]

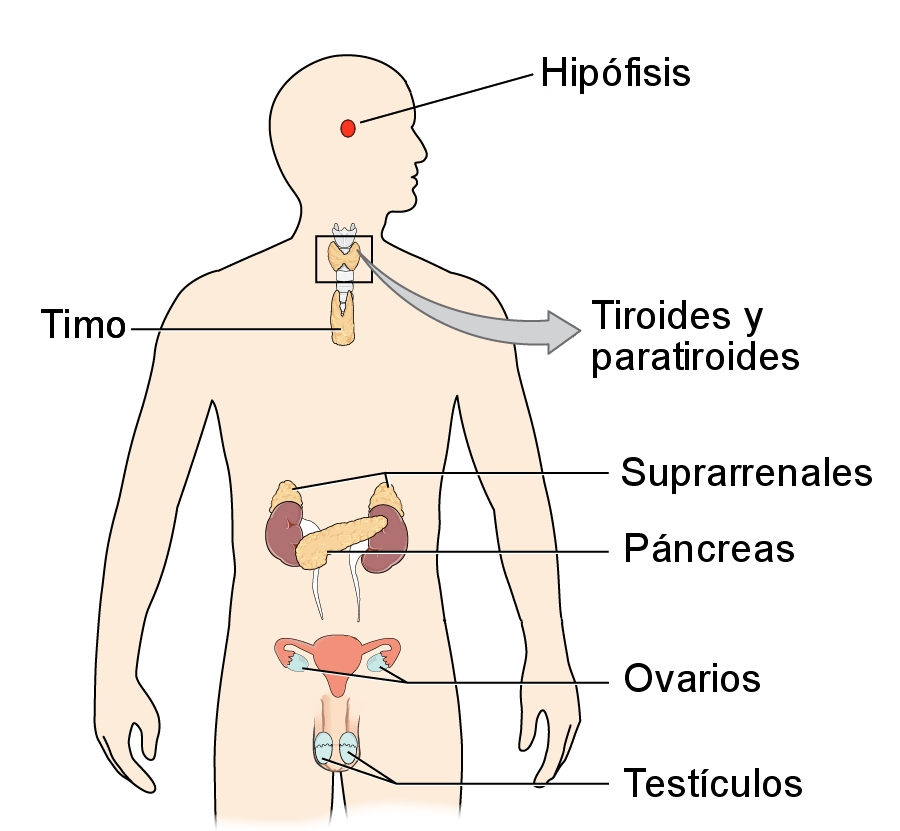
Sistema Endocrino

- Sistema nervioso: Capta y procesa rápidamente las señales ejerciendo control y coordinación sobre los demás órganos y sistemas.[5]
  - Sistema nervioso autónomo: Receptores sensoriales autonómicos y neuronas. Controla las acciones involuntarias.
  - Sistema nervioso central: Parte central del Sistema Nervioso. Órganos:  encéfalo y la médula espinal.
  - Sistema nervioso somático: Receptores sensoriales somáticos y especiales y neuronas motoras voluntarias[6]
  - Sistema nervioso periférico: Conectar el Sistema Nervioso Central a los miembros y órganos.
- Sistema óseo: Proporciona soporte, apoyo y protección a los tejidos blandos y músculos en los organismos vivos.
- Sistema tegumentario: Separar, proteger e informar al animal del medio que le rodea; en ocasiones actúa también como exoesqueleto. Está formado por la piel y las faneras.

- Sistema endocrino: Segregan un tipo de sustancias llamadas hormonas, que son liberadas al torrente sanguíneo y regulan algunas de las funciones del cuerpo.

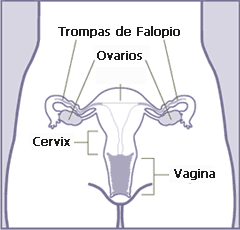
Sistema reproductor femenino

- Sistema reproductor: Relacionado con la reproducción sexual, con la sexualidad, con la síntesis de las hormonas sexuales y con la micción.[7]